# Michael (film, 2026)
Pour les articles homonymes, voir Michael.
Pour plus de détails, voir Fiche technique et Distribution.
Michael est un film américain réalisé par Antoine Fuqua et dont la sortie est prévue en 2026. Il s'agit d'un film biographique sur Michael Jackson qui reviendra sur les quatre décennies de sa carrière.

## Fiche technique
Sauf indication contraire, les informations mentionnées dans cette section peuvent être confirmées par la base de données cinématographiques IMDb,  présente dans la section « Liens externes ».
- Titre original : Michael
- Réalisation : Antoine Fuqua
- Scénario : John Logan
- Musique : Michael Jackson , The Jackson Five
- Décors : Barbara Ling
- Costumes : Marci Rodgers
- Photographie : Dion Beebe
- Montage : N/A
- Production : John Branca (en), John McClain et Graham King

Producteur délégué : David B. Householter
- Sociétés de production : Lionsgate et GK Films
- Sociétés de distribution : Lionsgate (États-Unis), Universal Pictures (France)
- Budget : 155 millions de dollars[2]
- Pays de production :  États-Unis
- Langue originale : anglais
- Format : couleur
- Genre : drame biographique, musical
- Dates de sortie[3] : Dates sujettes à modification
  - France : 22 avril 2026[4]
  - États-Unis : 24 avril 2026[5]

## Distribution
- Jaafar Jackson : Michael Jackson
- Colman Domingo : Joseph « Joe » Jackson
- Nia Long : Katherine Jackson
- Miles Teller : John Branca (en)
- Juliano Krue Valdi : Michael Jackson, enfant
- Jamal R. Henderson : Jermaine Jackson
- Jayden Harville : Jermaine Jackson, enfant
- Tre Horton : Marlon Jackson
- Jaylen Lyndon Hunger : Marlon Jackson, enfant
- Rhyan Hill : Tito Jackson
- Judah Edwards : Tito Jackson, enfant
- Joseph David-Jones : Jackie Jackson
- Nathaniel Logan McIntyre : Jackie Jackson, enfant
- Larenz Tate : Berry Gordy
- Jessica Sula : La Toya Jackson
- Laura Harrier : Suzanne de Passe
- Teresa Palmer : Debbie Rowe
- Kat Graham : Diana Ross
- Kevin Shinick : Dick Clark
- Kendrick Sampson : Quincy Jones
- Leigh-Anne Pinnock : Naomi Campbell
- Derek Luke : Johnnie Cochran Jr
- Emily Zapotocny : Sheryl Crow
- Cedric Stephens : Daryl Phinnessee
- Darrell Silver Hughes : Kevin Dorsey

## Production

### Genèse, développement et attribution des rôles
En novembre 2019, il est annoncé que Graham King a acquis les droits pour faire un film biographique sur Michael Jackson, avec John Logan comme scénariste. En février 2022, Lionsgate acquiert les droits de distribution. En juin 2022, la phase de casting débute avec Kimberly Hardin comme directrice de casting. La production est alors prévue pour 2023.
En janvier 2023, Antoine Fuqua est annoncé comme réalisateur. Quelques jours plus tard, Jaafar Jackson, neveu de Michael Jackson, est confirmé dans le rôle-titre. En janvier 2024, Juliano Krue Valdi est quant à lui choisi pour incarner la version jeune de Michael Jackson, alors que Colman Domingo incarnera son père Joe Jackson. Nia Long interprètera quant à elle sa mère, Katherine. En février 2024, Miles Teller est confirmé pour incarner l'avocat du chanteur, John Branca (en). Plus tard Laura Harrier est annoncée dans le rôle de Suzanne de Passe.

### Tournage
Le tournage devait débuter au milieu de l'année 2023 pour une durée de 80 jours principalement à Santa Barbara. Cependant, la production est retardée par la grève SAG-AFTRA. Les prises de vues débutent finalement le 22 janvier 2024,. En plus de Santa Barbara, quelques scènes sont tournées à Gary dans l'Indiana, ville natale de la famille Jackson.

## Sortie
En octobre 2023, il est annoncé que Lionsgate distribuera le film sur le sol américain et qu'Universal Pictures se chargera de l'international à l'exception du Japon. Michael sortira aux États-Unis le 3 octobre 2025. Finalement, courant 2025, la sortie est repoussée à 2026.